# Neil Turbin
Neil Turbin (Nova Iorque, 24 de Dezembro de 1963) é um músico e compositor estadunidense que atuou em diversas bandas. Foi o primeiro vocalista da banda Anthrax. Ele é o atual vocalista líder e compositor do grupo de heavy metal Deathriders, além de integrar a banda de hard rock Bleed the Hunger.

## Carreira

### Anthrax

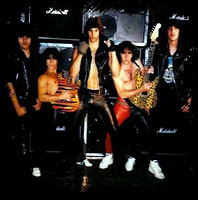
Turbin com o Anthrax, em 1983

Quando Turbin foi contatado pela primeira vez pelo Anthrax, ele já estava em uma banda chamada AMRA, de onde saiu depois de alguns meses, o que o levou a responder ao convite. Ele frequentou a mesma escola que Scott Ian e Danny Lilker, no Queens, em Nova York. Ele ganhou a posição de primeiro vocalista oficial de seu novo grupo em agosto de 1982, fazendo sua estreia no Great Gildersleeves, famoso clube de hard rock e punk rock, em 12 de setembro daquele ano.
Ele se apresentou e gravou com a banda nas gravações demo originais e seu primeiro álbum de estúdio, Fistful of Metal, no qual Turbin escreveu as letras de todas as músicas, com exceção do cover de "I'm Eighteen", de Alice Cooper. Também é creditado em cinco das sete canções do EP Armed and Dangerous, bem como por duas canções no Spreading the Disease, ambas das quais gravadas pelo terceiro vocalista do Anthrax, Joey Belladonna, que substituiu o segundo vocalista Matt Fallon.
A saída de Turbin do Anthrax ocorreu duas semanas após a primeira turnê norte-americana da banda, "Anthrax US Attack Tour 1984", terminando com um show no Roseland Ballroom em 3 de agosto.
Muitas das canções que Turbin escreveu e gravou com o Anthrax foram regravadas com diferentes vocalistas e aparecem em vários álbuns e DVDs, incluindo o disco de platina duplo The Big Four: Live from Sofia, Bulgaria, que também incluia performances ao vivo do Metallica, Slayer, Megadeth. 
Em 2009, foi lançado o videogame Brütal Legend, com a música "Metal Thrashing Mad", lançada originalmente no Fistful of Metal, em sua trilha sonora, com vocais de Turbin.
Em 2021, juntamente com outros ex-membros, bem como com outros grandes nomes da música, participou das comemorações do 40º Aniversário do Anthrax, que foi ao ar no canal oficial da banda no YouTube em 3 de maio.

### DeathRiders
DeathRiders tem o nome de uma das canções de Turbin e foi formado em 2001 para divulgar seu primeiro álbum solo, Threatcon Delta.
Entre os diversos locais por onde tocaram, podemos citar o Monterrey Metalfest, no México, em 2005; Sweden Rock Festival, na Suécia, em 2006; Japão e Estados Unidos em 2008; Rocktower, Nightmare over St. Pauli e Headbangers Open Air, na Alemanha, em 2009; e Expo Rock Tijuana, novamente no México, em 2010. Eles fizeram oito shows no mundialmente famoso clube noturno Whisky a Go Go, em Hollywood, em 2010. A turnê europeia Stay Screamin 2011 os levou ao Metal Bash, na Alemanha, e ao Dokk'em Open Air, na Holanda, ambos em 2011; e outros lugares em Tilburg, Viena e Berlim. 
Em Janeiro de 2013, retornaram ao Whisky a Go Go para uma apresentação no NAMM Metal Jam, que reuniu muitos artistas conhecidos do metal, incluindo membros atuais e anteriores do Queensrÿche, Dio's Disciples, Racer X e Michael Schenker Group. No mesmo ano, juntamente com nomes como Michael Angelo Batio, Faster Pussycat e Phil Lewis, do L.A. Guns, estiveram na festa ao ar livre do 41º aniversário do Rainbow Bar & Grill, famoso bar e restaurante da Sunset Strip, em Hollywood, em 21 de abril. 
Em 2014, a banda esteve no Headbangers Open Air, na Alemanha. A turnê europeia Fistful of Metal Alive 2014 incluiu, ainda, várias datas na Holanda, com uma turnê totalmente holandesa. 

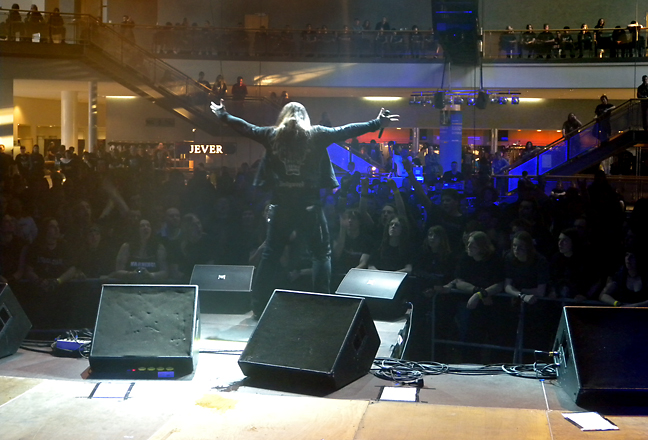
Neil Turbin no festival Rocktower, Alemanha, 2009

Em 2015, voltou a performar no NAMM Metal Jam, além da apresentação Neil and Michael's Metal Jam, com Michael Angelo Batio se juntando à banda como guitarrista no The Slidebar, em Fullerton, Califórnia.

### Bleed the Hunger
O Bleed the Hunger foi formado por Turbin com Jonas Hornqvist, guitarrista de gravação do DeathRiders, em Janeiro de 2015.

### Neil Turbin East Los
Neil Turbin East Los é banda de thrash metal de Turbin, formada em 2019. Entre outros eventos, tocou no Metal Never Dies Fest, com Toxik e Whiplash, no Mosh for Slayer e no NAMM Metal Jam 2020. A formação do grupo inclui, além de Turbin nos vocais, Frank Gastellum e Hugo Garcia nas guitarras, Kevin Mayorga no baixo, e Dino Gonzalez na bateria.

### Screamin Soul Demon
Screamin Soul Demon é uma banda de Rock'N'Soul. Se apresentou ao vivo em diversas estações de rádio em 2020. Sua formação inclui, além de Turbin como vocalista e guitarrista, Erik Stone no baixo, Patrick Johansson na bateria, Geff Becerill nos teclados e Nate Montalvo na guitarra.

### Sticky Wicked
Sticky Wicked é um projeto paralelo que inclui Turbin, Rowan Robertson, ex- guitarrista do DIO, Jay Singh e Clackers Kay. A banda tocou ativamente na California em 2015.

### Sharyot
Sharyot, banda de heavy metal originária do Brasil mas atualmente baseada em Los Angeles. Contataram Turbin depois que ele co-escreveu e fez os backing vocals em duas músicas do album Hollywood Cowboys, do Quiet Riot. Ele foi um vocalista convidado especial no single e no vídeo de Stained Heart, produzido pelo guitarrista vencedor do Grammy Neil Citron.

### Trabalho solo
Turbin lançou seu primeiro álbum solo, Threatcon Delta, pela gravadora americana Metal Mayhem Music. O trabalho contém 14 canções, incluindo um cover de Jimi Hendrix e outro do AC/DC. A relação de músicos convidados incluem Claude Schnell, ex-Rough Cutt e DIO, Jeff Scott Soto, ex-vocalista do Yngwie Malmsteen e do Journey, e Paul Shortino ex-Rough Cutt e Quiet Riot.

### The Metal Voice
Co-apresentador e jornalista musical desde 2015, Turbin participou de mais de 80 episódios e entrevistou ícones do rock, metal e cinema para o The Metal Voice. Ele os entrevistados estão nomes como Glenn Hughes, do Deep Purple, Artimus Pyle, do Lynyrd Skynyrd, Jack Black, ator e vocalista do Tenacious D, Blaze Bayley, do Iron Maiden, Lita Ford, do The Runaways, Tim Ripper Owens, do Judas Priest, Simon Wright, do AC/DC, e vários outros.

### Hall da Fama do Metal
Turbin foi introduzido oficialmente no Hall da Fama do Metal por Pat Gesualdo, presidente do Metal Hall of Fame, na quinta edição do evento de caridade Bowl For Ronnie, realizado no Pinz Bowling Center, em Studio City, Califórnia, em 7 de novembro de 2019.

## Estilo e alcance vocal
Turbin é conhecido por seus gritos agudos em sua voz natural até C6. Ele é o único vocalista de bandas do chamado Big Four do Thrash (Anthrax, Megadeth, Metallica e Slayer) a cantar nesta faixa, como demonstrado nas músicas "Death from Above", "Deathrider" e "Metal Thrashing Mad", no álbum Fistful of Metal.

## Influencias
Turbin cita vocalistas bandas de heavy metal e NWOBHM como Judas Priest, Deep Purple, Black Sabbath, AC/DC, Motörhead, Accept, Riot V e Saxon como influências de seu estilo vocal, embora também tenha sido fortemente influenciado pela cena punk de Nova York das décadas de 1970 e 1980, incluindo bandas como Generation X, Ramones, Niki Buzz, The Bullets, Vendetta, Mayday, Steve Johnstad, Son, Wayne County & the Electric Chairs, Neon Leon, Johnny Thunders & The Heartbreakers, The Clash, Sex Pistols e MC5.
Turbin passou um tempo no infame clube musical CBGB e trabalhou em outros locais importantes da cena punk como The Ritz, quando este foi inaugurado, e também no Max's Kansas City, entre 1979 e 1980. Ele afirmou que prefere escrever com influências do neoclássico, rhythm and blues e do hard rock sentimental.

## Discografia

### Anthrax
- Soldiers of Metal (single) (1984)
- Fistful of Metal (1984)
- Armed and Dangerous (EP) (1985) – creditado apenas como compositor[22]
- Spreading the Disease (1985) – creditado apenas como compositor[23]

### Álbum solo
- Threatcon Delta (2003)

### DeathRiders
- The Metal Beast (2018) – foi gravado no Blue Pacific Studios, em Los Angeles, e no Sonic Train Studios, em Gotemburgo, Suécia, por Andy La Rocque, da banda do cantor King Diamond.[24] A mixagem adicional foi de Jared Kvitka e a engenharia de som adicional de Androo O'Hearn, do Shaolin Death Squad.

### Compilações
- 12 Commandments in Metal (1985) – "Soldiers of Metal" (Anthrax) (Roadrunner Records, Holanda)
- Fistful of Anthrax (1987) – todas as faixas, exceto "Raise Hell" e "Panic" (Anthrax) (Megaforce Records/Polydor, Japão)
- Precious Metal – "I'm Eighteen" (Anthrax) (Stylus Music)

### Video games
- Brütal Legend (2009) (Electronic Arts) – "Metal Thrashing Mad" (Anthrax)

### Participações especiais
- Kuni – participação no álbum Masque, lançado pelo cantor japonês em 1986
- Robby Lochner (1997) – faixas "Still Burning" e "Inside Information"
- DC to Daylight (1997) – faixas "Still Burning" e "Inside Information"
- A Tribute to Limp Bizkit (2002) – faixa "Faith"
- Jack the Frost – faixa "Crucifixation", no álbum Out in the Cold (2005)
- Race Track Rock (compilação da antiMUSIC records) (2007) – faixa "Piece of Me"
- Quiet Riot – faixas "Change or Die"e "Insanity", no álbum Hollywood Cowboys (2019) (Frontiers Records)
- THOR – faixa We Fight Forever, no álbum de mesmo nome (2021) – Cleopatra Records